# Toxeuma faceta
Toxeuma faceta är en stekelart som beskrevs av Girault 1913. Toxeuma faceta ingår i släktet Toxeuma och familjen puppglanssteklar.
Artens utbredningsområde är Paraguay. Inga underarter finns listade i Catalogue of Life.